# St. Sebastian (Hallerndorf)

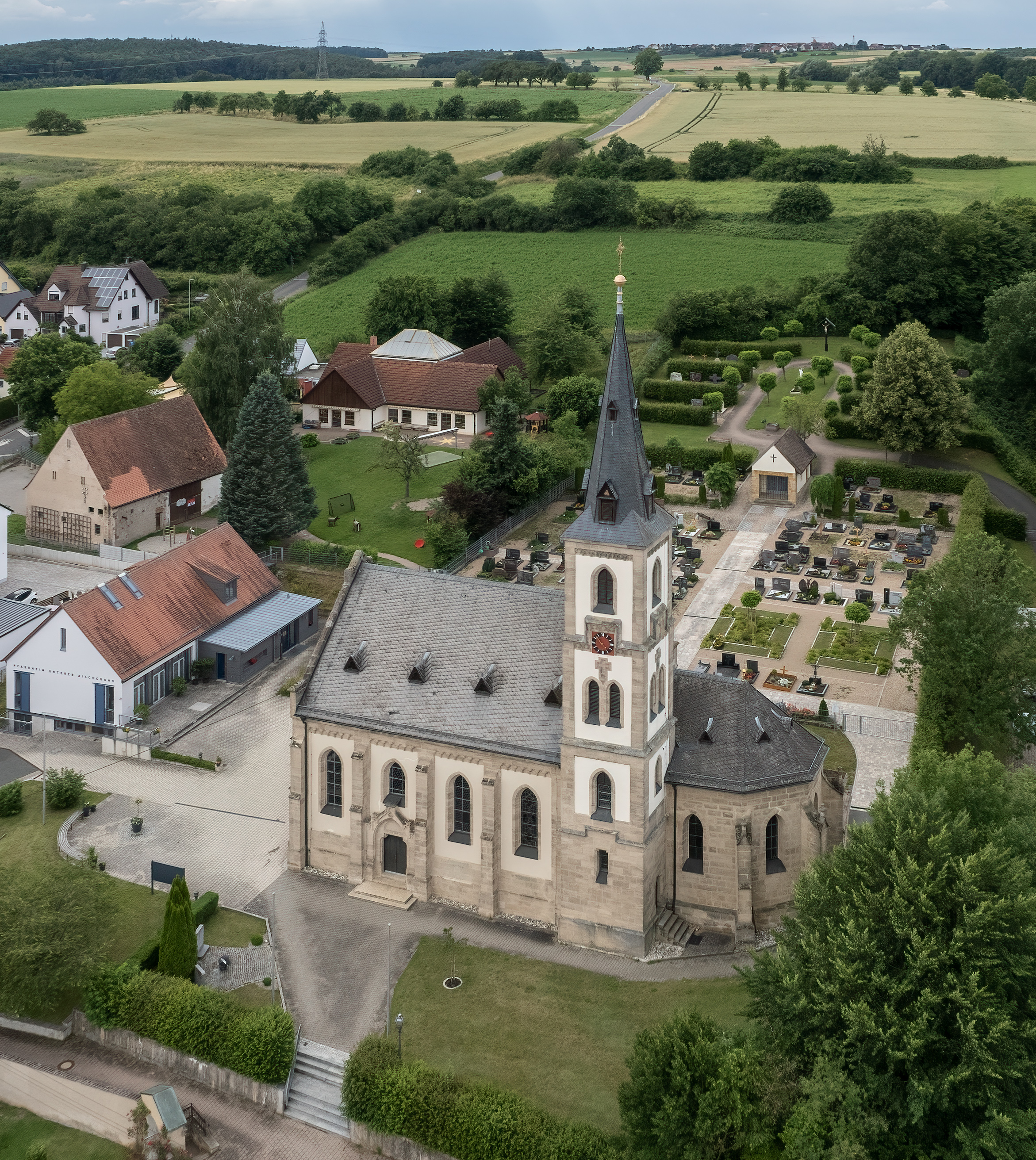
St. Sebastian

Die römisch-katholische, denkmalgeschützte Pfarrkirche St. Sebastian steht in Hallerndorf, einer Gemeinde im Landkreis Forchheim (Oberfranken, Bayern). Das Bauwerk ist unter der Denkmalnummer D-4-74-133-4 als Baudenkmal in der Bayerischen Denkmalliste eingetragen. Die Pfarrei gehört zur Seelsorgeeinheit Unterer Aischgrund im Seelsorgebereich Jura-Aisch im Dekanat Forchheim des Erzbistums Bamberg.

## Beschreibung

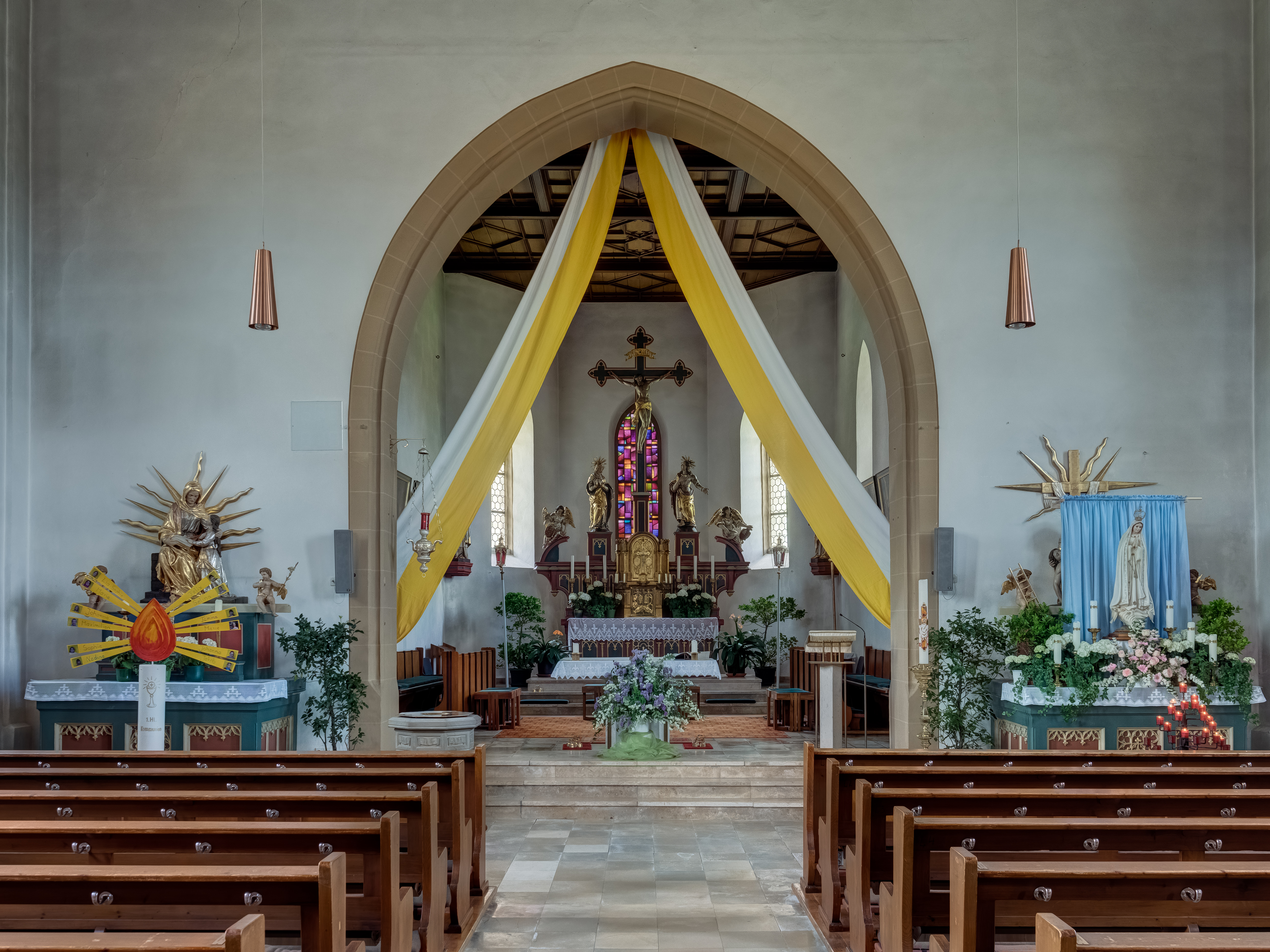
Langhaus mit Blick auf den Altar

Das Langhaus besteht aus vier Jochen, deren Wände von Strebepfeilern gestützt werden. Die drei oberen Geschosse und der Knickhelm des Chorflankenturms der neugotischen Saalkirche wurden 1878/81 nach einem Entwurf von Jakob Schmitt-Friderich errichtet, nachdem die Kirche 1876 niedergebrannt war. Der Chor und das untere Geschoss des Chorflankenturms von 1476 blieben erhalten. Die Kreuzwegstationen stammen aus der abgebrochenen Bamberger Kirche St. Anna.
Die Orgel mit 17 Registern auf zwei Manualen und Pedal wurde 1998 von der Firma Hey errichtet.